# Pavčina Lehota
Pavčina Lehota este o comună slovacă, aflată în districtul Liptovský Mikuláš din regiunea Žilina. Localitatea se află la altitudinea de 710 m deasupra n.m., se întinde pe o suprafață de 7,22 km2 și în 2017 număra 388 de locuitori. Se învecinează cu comuna Lazisko.

## Istoric
Localitatea Pavčina Lehota este atestată documentar din 1233.

## Demografie
| An:                | 1994 | 2004   | 2014   | 2024   |
| ------------------ | ---- | ------ | ------ | ------ |
| Număr de persoane: | 353  | 343    | 373    | 401    |
| Diferență:         |      | −2,83% | +8,74% | +7,50% |

| An:                | 2023 | 2024   |
| ------------------ | ---- | ------ |
| Număr de persoane: | 404  | 401    |
| Diferență:         |      | −0,74% |